# Lipińskie (Ełk)
Lipińskie (deutsch Lipinsken (Ksp. Klaussen), 1935 bis 1945 Seebrücken) ist ein Ort in der polnischen Woiwodschaft Ermland-Masuren, der zur Gmina Ełk (Landgemeinde Lyck) im Powiat Ełcki (Kreis Lyck) gehört.

## Geographische Lage
Lipińskie liegt am östlichen Rand des Truppenübungsplatzes Arys (polnisch Poligon Orzysz) am Südwestufer des Lipinsker Sees (1935 bis 1945 Seebrücker See, polnisch Jezioro Lipińskie) im südlichen Osten der Woiwodschaft Ermland-Masuren, 15 Kilometer südwestlich der Kreisstadt Ełk (Lyck).

## Geschichte
Es ist nicht ganz sicher, ob die Ortsstelle des heutigen – vielleicht sogar unbewohnten – Weilers (polnisch Osada) Lipińskie mit der des früheren Dorfs Lipinsken (1935 bis 1945: Seebrücken) geographisch genau identisch ist.
Das frühere Lipiensken, nach 1785 Lipinsken mit Zusatz Kirchspiel Klaussen wurde im Jahre 1550 gegründet.
Von 1874 bis 1945 war der Ort in den Amtsbezirk Klaussen (polnisch Klusy) eingegliedert, der zum Kreis Lyck im Regierungsbezirk Gumbinnen (ab 1905: Regierungsbezirk Allenstein) in der preußischen Provinz Ostpreußen gehörte.
Im Jahr 1910 zählte Lipinsken 360 Einwohner, im Jahre 1933 waren es noch 279. Aufgrund der Bestimmungen des Versailler Vertrags stimmte die Bevölkerung im Abstimmungsgebiet Allenstein, zu dem Lipinsken gehörte, am 11. Juli 1920 über die weitere staatliche Zugehörigkeit zu Ostpreußen (und damit zu Deutschland) oder den Anschluss an Polen ab. In Lipinsken stimmten 260 Einwohner für den Verbleib bei Ostpreußen, auf Polen entfielen keine Stimmen.
Am 14. Januar 1935 wurde das Dorf aus politisch-ideologischen Gründen der Vermeidung fremdländisch klingender Ortsnamen in „Seebrücken“ umbenannt. (Der Name geht auf eine Brücke zurück, die von den Brüdern Gustav und Rudolf Rupinski errichtet wurde. Diese Brücke erhielt den Namen „Hindenburgbrücke“.) Die Einwohnerzahl belief sich 1939 auf 270.
In Kriegsfolge kam das Dorf 1945 mit dem gesamten südlichen Ostpreußen zu Polen und erhielt die polnische Namensform „Lipińskie“. Heute ist es eine Ortschaft im Verbund der Gmina Ełk (Landgemeinde Lyck) im Powiat Ełcki (Kreis Lyck), bis 1998 der Woiwodschaft Suwałki, seither der Woiwodschaft Ermland-Masuren zugehörig.

## Religionen
Lipinsken war bis 1945 in die evangelische Kirche Klaussen (polnisch Klusy) in der Kirchenprovinz Ostpreußen der Kirche der Altpreußischen Union und in die römisch-katholische Kirche St. Adalbert in Lyck im Bistum Ermland eingepfarrt.
Heute gehört Lipińskie zur katholischen Pfarrei Klusy im Bistum Ełk der Römisch-katholischen Kirche in Polen bzw. zur evangelischen Kirchengemeinde in der Stadt Ełk, einer Filialgemeinde der Pfarrei Pisz (deutsch Johannisburg) in der Diözese Masuren der Evangelisch-Augsburgischen Kirche in Polen.

## Verkehr
Die Ortsstelle von Lipińskie ist nur über den Truppenübungsplatz Arys (polnisch Poligon Orzysz) zu erreichen. Vor 1945 führte ein Landweg von der Reichsstraße 127 (bei dem heutigen Ort Klusy) über eine Seebrücke bis nach Lipinsken resp. Seebrücken. Diese Brücke ist – wohl aus Gründen der Nähe zum Truppenübungsplatz – demontiert. 